# Stanton (Texas)
Stanton es una ciudad ubicada en el condado de Martin en el estado estadounidense de Texas. En el Censo de 2010 tenía una población de 2492 habitantes y una densidad poblacional de 542,07 personas por km².

## Geografía
Stanton se encuentra ubicada en las coordenadas 32°7′50″N 101°47′35″O / 32.13056, -101.79306. Según la Oficina del Censo de los Estados Unidos, Stanton tiene una superficie total de 4.6 km², de la cual 4.58 km² corresponden a tierra firme y (0.34%) 0.02 km² es agua.

## Demografía
Según el censo de 2010, había 2492 personas residiendo en Stanton. La densidad de población era de 542,07 hab./km². De los 2492 habitantes, Stanton estaba compuesto por el 79.61% blancos, el 2.21% eran afroamericanos, el 0.36% eran amerindios, el 0.36% eran asiáticos, el 0% eran isleños del Pacífico, el 15.41% eran de otras razas y el 2.05% pertenecían a dos o más razas. Del total de la población el 55.38% eran hispanos o latinos de cualquier raza.